# Lista de presidentes da Confederação Suíça

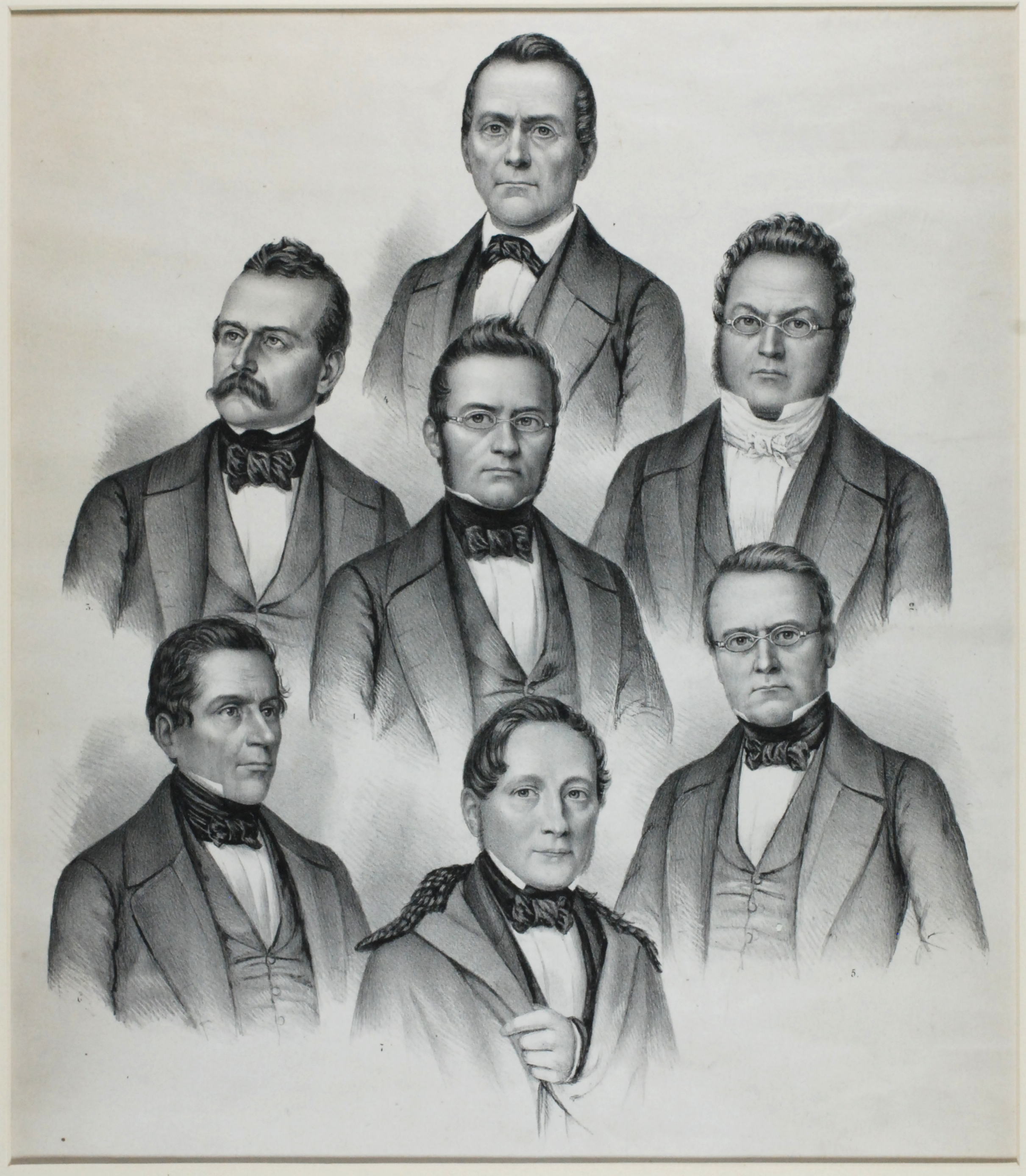
Os primeiros Presidentes da Confederação Suíça.

Esta é uma lista de presidentes da Confederação Suíça. Cargo que é exercido por membros do Conselho Federal.

## 1848-1874
- 1848 - Jonas Furrer (1805-1861)
- 1849 - Jonas Furrer (1805-1861)
- 1850 - Henri Druey (1799-1855)
- 1851 - Josef Munzinger (1791-1855)
- 1852 - Jonas Furrer (1805-1861)
- 1853 - Wilhelm Matthias Naeff (1802-1881)
- 1854 - Friedrich Frey-Herosé (1801-1873)
- 1855 - Jonas Furrer (1805-1861)
- 1856 - Jakob Stämpfli (1820-1879)
- 1857 - Constant Fornerod (1819-1899)
- 1858 - Jonas Furrer (1805-1861)
- 1859 - Jakob Stämpfli (1820-1879)
- 1860 - Friedrich Frey-Herosé (1801-1873)
- 1861 - Melchior Josef Martin Knüsel (1813-1889)
- 1862 - Jakob Stämpfli (1820-1879)
- 1863 - Constant Fornerod (1819-1899)
- 1864 - Jakob Dubs (1822-1879)
- 1865 - Karl Schenk (1823-1895)
- 1866 - Melchior Josef Martin Knüsel (1813-1889)
- 1867 - Constant Fornerod (1819-1899)
- 1868 - Jakob Dubs (1822-1879)
- 1869 - Emil Welti (1825-1899)
- 1870 - Jakob Dubs (1822-1879)
- 1871 - Karl Schenk (1823-1895)
- 1872 - Emil Welti (1825-1899)
- 1873 - Paul Cérésole (1832-1905)
- 1874 - Karl Schenk (1823-1895)

## 1875-1899
- 1875 - Johann Jakob Scherer (1825-1878)
- 1876 - Emil Welti (1825-1899)
- 1877 - Joachim Heer (1825-1879)
- 1878 - Karl Schenk (1823-1895)
- 1879 - Bernhard Hammer (1822-1907)
- 1880 - Emil Welti (1825-1899)
- 1881 - Numa Droz (1844-1899)
- 1882 - Simeon Bavier (1825-1896)
- 1883 - Louis Ruchonnet (1834-1893)
- 1884 - Emil Welti (1825-1899)
- 1885 - Karl Schenk (1823-1895)
- 1886 - Adolf Deucher (1831-1912)
- 1887 - Numa Droz (1844-1899)
- 1888 (até 27 de Novembro) - Wilhelm Hertenstein (1825-1888)
- 1888 (de 27 de Novembro) - Bernhard Hammer (1822-1907)
- 1889 - Bernhard Hammer (1822-1907)
- 1890 - Louis Ruchonnet (1834-1893)
- 1891 - Emil Welti (1825-1899)
- 1892 - Walter Hauser (1837-1902)
- 1893 - Karl Schenk (1823-1895)
- 1894 - Emil Frey (1838-1922)
- 1895 - Josef Zemp (1834-1908)
- 1896 - Adrien Lachenal (1849-1918)
- 1897 - Adolf Deucher (1831-1912)
- 1898 - Eugène Ruffy (1854-1919)
- 1899 - Eduard Müller (1848-1919)

## 1900-1924
- 1900 - Walter Hauser (1837-1902)
- 1901 - Ernst Brenner (1856-1911)
- 1902 - Josef Zemp (1834-1908)
- 1903 - Adolf Deucher (1831-1912)
- 1904 - Robert Comtesse (1847-1922)
- 1905 - Marc-Emile Ruchet (1853-1912)
- 1906 - Ludwig Forrer (1845-1921)
- 1907 - Eduard Müller (1848-1919)
- 1908 - Ernst Brenner (1856-1911)
- 1909 - Adolf Deucher (1831-1912)
- 1910 - Robert Comtesse (1847-1922)
- 1911 - Marc-Emile Ruchet (1853-1912)
- 1912 - Ludwig Forrer (1845-1921)
- 1913 - Eduard Müller (1848-1919)
- 1914 - Arthur Hoffmann (1857-1927)
- 1915 - Giuseppe Motta (1871-1940)
- 1916 - Camille Decoppet (1862-1925)
- 1917 - Edmund Schulthess (1868-1944)
- 1918 - Felix Calonder (1863-1952)
- 1919 - Gustave Ador (1845-1928)
- 1920 - Giuseppe Motta (1871-1940)
- 1921 - Edmund Schulthess (1868-1944)
- 1922 - Robert Haab (1865-1939)
- 1923 - Karl Scheurer (1872-1929)
- 1924 - Ernst Chuard (1857-1942)

## 1925-1949
- 1925 - Jean-Marie Musy (1876-1952)
- 1926 - Heinrich Häberlin (1868-1947)
- 1927 - Giuseppe Motta (1871-1940)
- 1928 - Edmund Schulthess (1868-1944)
- 1929 - Robert Haab (1865-1939)
- 1930 - Jean-Marie Musy (1876-1952)
- 1931 - Heinrich Häberlin (1868-1947)
- 1932 - Giuseppe Motta (1871-1940)
- 1933 - Edmund Schulthess (1868-1944)
- 1934 - Marcel Pilet-Golaz (1889-1958)
- 1935 - Rudolf Minger (1881-1955)
- 1936 - Albert Meyer (1870-1953)
- 1937 - Giuseppe Motta (1871-1940)
- 1938 - Johannes Baumann (1874-1953)
- 1939 - Philipp Etter (1891-1977)
- 1940 - Marcel Pilet-Golaz (1889-1958)
- 1941 - Ernst Wetter (1877-1963)
- 1942 - Philipp Etter (1891-1977)
- 1943 - Enrico Celio (1889-1980)
- 1944 - Walter Stampfli (1884-1965)
- 1945 - Eduard von Steiger (1881-1962)
- 1946 - Karl Kobelt (1891-1968)
- 1947 - Philipp Etter (1891-1977)
- 1948 - Enrico Celio (1889-1980)
- 1949 - Ernst Nobs (1886-1957)

## 1950-1974
- 1950 - Max Petitpierre (1899-1994)
- 1951 - Eduard von Steiger (1881-1962)
- 1952 - Karl Kobelt (1891-1968)
- 1953 - Philipp Etter (1891-1977)
- 1954 - Rodolphe Rubattel (1896-1961)
- 1955 - Max Petitpierre (1899-1994)
- 1956 - Markus Feldmann (1897-1958)
- 1957 - Hans Streuli (1892-1970)
- 1958 - Thomas Holenstein (1896-1962)
- 1959 - Paul Chaudet (1904-1977)
- 1960 - Max Petitpierre (1899-1994)
- 1961 - Friedrich Traugott Wahlen (1899-1985)
- 1962 - Paul Chaudet (1904-1977)
- 1963 - Willy Spühler (1902-1990)
- 1964 - Ludwig von Moos (1910-1990)
- 1965 - Hans-Peter Tschudi (1913-2002)
- 1966 - Hans Schaffner (1908-2004)
- 1967 - Roger Bonvin (1907-1982)
- 1968 - Willy Spühler (1902-1990)
- 1969 - Ludwig von Moos (1910-1990)
- 1970 - Hans-Peter Tschudi (1913-2002)
- 1971 - Rudolf Gnägi (1917-1985)
- 1972 - Nello Celio (1914-1995)
- 1973 - Roger Bonvin (1907-1982)
- 1974 - Ernst Brugger (1914-1998)

## 1975-1999
- 1975 - Pierre Graber (1908-2003)
- 1976 - Rudolf Gnägi (1917-1985)
- 1977 - Kurt Furgler (1924-2008)
- 1978 - Willy Ritschard (1918-1983)
- 1979 - Hans Hürlimann (1918-1994)
- 1980 - Georges-André Chevallaz (1915-2002)
- 1981 - Kurt Furgler (1924-2008)
- 1982 - Fritz Honegger (1917-1999)
- 1983 - Pierre Aubert (1927)
- 1984 - Leon Schlumpf (1925-2012)
- 1985 - Kurt Furgler (1924-2008)
- 1986 - Alphons Egli (1924)
- 1987 - Pierre Aubert (1927)
- 1988 - Otto Stich (1927-2012)
- 1989 - Jean-Pascal Delamuraz (1936-1998)
- 1990 - Arnold Koller (1933)
- 1991 - Flavio Cotti (1939)
- 1992 - René Felber (1933)
- 1993 - Adolf Ogi (1942)
- 1994 - Otto Stich (1927-2012)
- 1995 - Kaspar Villiger (1941)
- 1996 - Jean-Pascal Delamuraz (1936-1998)
- 1997 - Arnold Koller (1933)
- 1998 - Flavio Cotti (1939)
- 1999 - Ruth Dreifuss (1940)

## 2000-presente
- 2000 - Adolf Ogi (1942)
- 2001 - Moritz Leuenberger (1946)
- 2002 - Kaspar Villiger (1941)
- 2003 - Pascal Couchepin (1942)
- 2004 - Joseph Deiss (1946)
- 2005 - Samuel Schmid (1947)
- 2006 - Moritz Leuenberger (1946)
- 2007 - Micheline Calmy-Rey (1945)
- 2008 - Pascal Couchepin (1942)
- 2009 - Hans-Rudolf Merz (1942)
- 2010 - Doris Leuthard (1963)
- 2011 - Micheline Calmy-Rey (1945)
- 2012 - Eveline Widmer-Schlumpf (1956)
- 2013 - Ueli Maurer (1950)
- 2014 - Didier Burkhalter (1960)
- 2015 - Simonetta Sommaruga (1960)
- 2016 - Johann Schneider-Ammann (1952)
- 2017 - Doris Leuthard (1963)
- 2018 - Alain Berset (1972)
- 2019 - Ueli Maurer (1950)
- 2020 - Simonetta Sommaruga (1960)
- 2021 - Guy Parmelin (1959)[3]
- 2022 -  Ignazio Cassis (1961)
- 2023 - Alain Berset (1972)
- 2024 - Viola Amherd (1962)
- 2025 - Karin Keller-Sutter (1963)